# Burgkemnitz
Burgkemnitz is een plaats en voormalige gemeente in de Duitse deelstaat Saksen-Anhalt, en maakt deel uit van de Landkreis Anhalt-Bitterfeld.
Burgkemnitz telt 819 inwoners.